# Карамышевский сельсовет (Липецкая область)
Карамышевский сельсовет — сельское поселение в Грязинском районе Липецкой области Российской Федерации.
Административный центр — село Карамышево.

## История
Статус и границы сельского поселения установлены Законом Липецкой области от 23 сентября 2004 года № 126-ОЗ «Об установлении границ муниципальных образований Липецкой области»

## Население
| 2010  | 2012  | 2013  | 2014  | 2015  | 2016  | 2017  |
| ----- | ----- | ----- | ----- | ----- | ----- | ----- |
| 1562  | ↗1592 | ↗1607 | ↗1647 | ↘1592 | ↘1587 | ↘1559 |
| 2018  | 2021  |       |       |       |       |       |
| ↘1509 | ↗1557 |       |       |       |       |       |

## Состав сельского поселения
| № | Населённый пункт | Тип населённого пункта       | Население |
| - | ---------------- | ---------------------------- | --------- |
| 1 | Бахаев           | хутор                        | ↗34       |
| 2 | Карамышево       | село, административный центр | ↗1191     |
| 3 | Семиколенов      | хутор                        | ↘15       |
| 4 | Сухоборье        | посёлок                      | ↗232      |
| 5 | Ямань            | село                         | ↗210      |

### Упразднённые населённые пункты
Законом Липецкой области от 1 июля 2015 года была упразднена деревня  Яковлевка